# Міковиці (Опольське воєводство)
Міковиці (пол. Mikowice) — село в Польщі, у гміні Намислув Намисловського повіту Опольського воєводства.
Населення — 384 особи (2011).

## Демографія
Демографічна структура станом на 31 березня 2011 року:
|          | Загалом | Допрацездатний вік | Працездатний вік | Постпрацездатний вік |
| -------- | ------- | ------------------ | ---------------- | -------------------- |
| Чоловіки | 191     | 36                 | 140              | 15                   |
| Жінки    | 193     | 45                 | 106              | 42                   |
| Разом    | 384     | 81                 | 246              | 57                   |